# Führungsakademie der Deutschen Bundespost

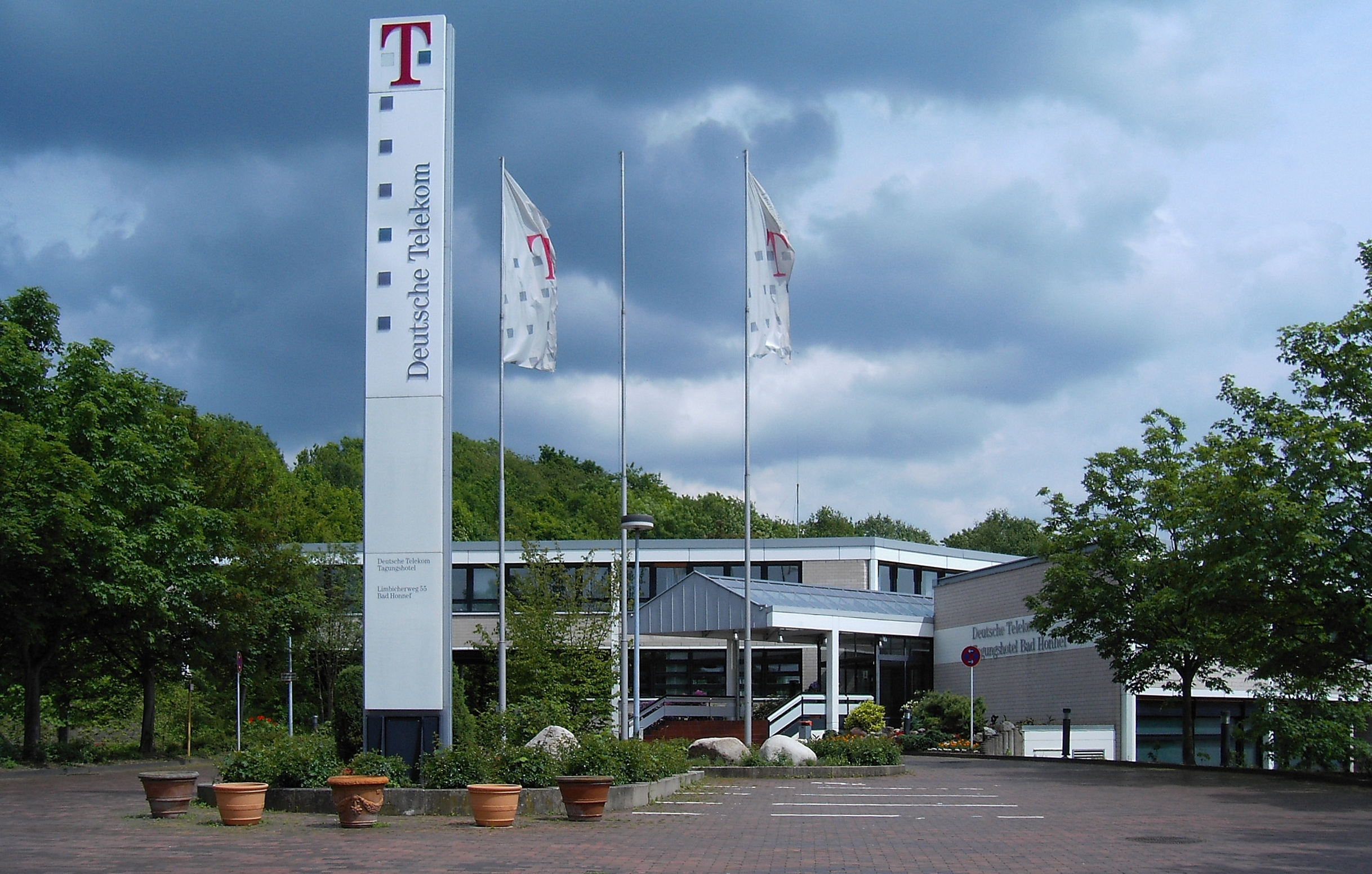
Gebäude der ehemaligen Führungsakademie der Deutschen Bundespost in Bad Honnef, hier Tagungshotel der Deutschen Telekom (2006)

Die Führungsakademie der Deutschen Bundespost (Langform: Akademie für Führungskräfte der Deutschen Bundespost) war eine 1969 gegründete Fortbildungseinrichtung des Bundesministeriums für das Post- und Fernmeldewesen, die zuletzt in Bad Honnef ansässig war.
Die Akademie wurde im September 1969 gegründet, um eine Ausbildung der Mitarbeiter des gehobenen und höheren Dienstes der Bundespost in Zusammenarbeit mit Wirtschaft, Wissenschaft und den Verwaltungen zu ermöglichen. Sie hatte einen Beirat mit Vertretern des Ministeriums sowie der Gewerkschaften und wurde von einem Präsidenten geleitet. Am 2. März 1970 wurde die Akademie in Bonn durch den damaligen Postminister Georg Leber feierlich eröffnet. 1980 wurde mit einem Neubau für die Akademie in ländlicher Umgebung am Rande des Bad Honnefer Stadtteils Selhof (Limbicher Weg 55) begonnen, der nach Richtfest im Mai 1981 im Herbst 1982 bezogen werden konnte. Er nahm Kosten von 23 Millionen DM in Anspruch und verfügt(e) über 100 Gästezimmer sowie 15 Tagungs- und Seminarräume. Dort wurde zunächst auch das im selben Jahr gegründete und ebenfalls zum Bundespostministerium gehörende Wissenschaftliche Institut für Kommunikationsdienste (WIK) angesiedelt, das kurz darauf innerhalb des Stadtgebiets umzog und hier bis heute in öffentlicher Trägerschaft besteht. Die Akademie führte jährlich rund 220 Veranstaltungen für 5.000 Teilnehmer durch (Stand: 1985).
Im Zuge der zweiten Postreform 1995 wurde die Einrichtung zur Akademie für Führungskräfte der privatwirtschaftlichen Deutschen Telekom AG – eine weitere bestand in Berlin – umgewandelt und ab 2002 zu einem von mehreren Tagungshotels der Deutschen Telekom mit jährlich 8.000–12.000 Übernachtungen. 2007 verkaufte diese die Immobilie an einen israelischen Investor und mietete sie fortan zurück; seit 2009 wurde sie wie die anderen Tagungshotels der Telekom über ein Tochterunternehmen als Commundo Tagungshotel betrieben. Aufgrund der Konzentration des Unternehmens auf das Kerngeschäft sollen die Commundo-Hotels nach und nach geschlossen werden, das Hotel in Bad Honnef stellte Ende Juni 2018 noch vor Ablaufen des ursprünglichen Mietvertrags seinen Betrieb ein. Neuer Nutzer der Immobilie ist seit dem 1. Oktober 2018 die zuvor in Bonn-Bad Godesberg beheimatete Fortbildungsakademie der Finanzverwaltung des Landes Nordrhein-Westfalen (FortAFin).